# Det (roman)
Det (engelsk originaltitel It) är en skräckroman från 1986 av Stephen King. Det är hans tjugoandra roman och hans sjuttonde roman med sitt riktiga namn. Berättelsen följer upplevelserna av sju barn som blir terroriserade av ett ondskefullt väsen som utnyttjar offrens rädsla för att personifiera sig för att jaga sitt byte. "Det" uppträder främst i formen av Snåljåp, den dansade clownen, för att locka fram sitt primära byte: barnen. 
Romanen berättas i olika perspektiv som växlar mellan två perioder och berättas till stor del i tredje personens allvetande. Den tar upp teman som så småningom blev Kings signatur: minnets makt, barndomstrauman och dess återkommande ekon i vuxen ålder, den ondska som lurar under den amerikanska småstadens idylliska fasad, och hur man övervinner ondskan genom ömsesidig tillit och uppoffring.
Romanen vann British Fantasy Award 1987 och fick nomineringar till Locus och World Fantasy Awards samma år. 1986 var den enligt Publishers Weekly den mest sålda inbundna skönlitterära boken i USA. Den gavs ut i svensk översättning 1987. Den har filmatiserats till en miniserie i två delar från 1990 med Tommy Lee Wallace som regissör, en tv-serie på hindi från 1998 med Glen Baretto och Ankush Mohla som regissörer och en filmduologi med Andy Muschietti som regissör. Muschiettis Det släpptes i september 2017 och Det: Kapitel två släpptes i september 2019.

## Handling
Åren 1957 och 1958 lamslogs staden Derry i Maine av skräck när flera barn dödades och lemlästades. Men sju elvaåringar (Bill Denbrough, Ben Hanscom, Richie Tozier, Stan Uris, Beverly Marsh, Eddie Kaspbrak och Michael Hanlon) som är lite utanför, går samman och trotsar faran. De märker att mördaren inte är mänsklig utan ett monster som vet vad man är mest rädd för. Monstret antar ofta skepnaden av den onde clownen Snåljåp (Pennywise). År 1985 har kompisarna glömt varandra och bara en av dem bor kvar i Derry. Denne ringer upp sina forna kamrater och berättar att Snåljåp (Pennywise) är tillbaka. En person mindre, då Stan Uris begår självmord, ska de åter trotsa faran som lurar i det så småningom översvämmade Derrys kloaker.
Det är en av Stephen Kings mest omfångsrika romaner och tog fyra år att skriva.

## Clownen Snåljåp (Pennywise)
När folk bosatte sig på hans viloplats startade en tidscykel där Snåljåp vaknar ungefär var 25:e till 30:e år. Hans vakna tidsperioder är märkta med extraordinärt våld som oförklarligt förbises eller direkt glöms av dem som blir vittne till detta.

### Tidslinje
- 1715-1716: Snåljåp vaknade för första gången. Ingen uppteckning finns.
- 1740-1743: Snåljåp vaknade för andra gången och startade ett treårigt skräckvälde som kulminerade med försvinnandet av över 300 bosättare från Derry Township.
- 1769-1770: Snåljåp vaknade för tredje gången. Ingen uppteckning finns.
- 1851: Det fjärde uppvaknandet skedde när en man vid namn John Markson förgiftade sin familj och sedan begick självmord genom att äta en giftsvamp som orsakar en olidlig död.
- 1876-1879: Snåljåp vaknade återigen femte gången och gick sedan tillbaka i vila efter att en grupp skogsarbetare hittades mördade nära Kenduskeag.
- 1904-1906: Sjätte uppvaknandet. En skogshuggare vid namn Claude Heroux mördade ett antal män i en bar med en yxa. I en möjlig självreferens är ett av offren Eddie King (Stephen Kings andra förnamn är Edwin). I romanen blir King hackad i ett antal bitar, en ännu mer hemsk död än hans kolleger som föll offer för Heroux. Heroux var snabbt jagad av en mobb av stadsbor och sedan hängd. Snåljåp gick tillbaka till vila när Kitcheners järnverk exploderade och dödade 108 människor varav 88 var barn som var engagerade i en pågående påskäggsjakt.
- 1929-1930: Snåljåps sjunde uppvaknande skedde då en grupp medborgare från Derry sköt ned en gangsterliga med namnet Bradley-gänget. Snåljåp föll åter i vila när "Maines Legion för Vit Anständighet" (en nordlig motsvarighet till Ku Klux Klan) brände ner en afro-amerikansk armé-nattklubb som hette "The Black Spot". En av de överlevande, Dick Halloran, dök upp i Kings tidigare roman, Varsel.
- 1957-1958: Åttonde uppvaknandet skedde under en stor storm som översvämmade delar av Derry och mördade George Denbrough. Han mötte dock senare sin överman när "Losers" (förlorarna) tvingat honom att gå tillbaka till en tidig vila när han blev dödligt sårad av den unge Bill Denbrough i första CHÜD-ritualen.
- 1984-1985: Snåljåps nionde och sista uppvaknande skedde när tre unga homofobiska översittare slog ner ett ungt homosexuell par, Adrian Mellon och Don Hagarty. De kastade Mellon från en bro. Detta var en handling som ledde till att Snåljåp dödade Mellon (som skildrade verkliga händelser i livet i Maine). Snåljåp var till sist helt förstörd i den andra CHÜD-ritualen som utfördes av de nu vuxna Bill Denbrough, Richie Tozier, Beverly Marsh, Eddie Kaspbrak och Ben Hanscom.

Under de följande perioderna mellan varje händelse sker en serie mord på barn som aldrig blir lösta. Bokens förklaring till varför dessa mord aldrig redovisas på nationella nyheterna är för att platsen i sig är viktigt för en nyhet. En rad av mord, oavsett hur ohyggliga, rapporteras helt enkelt inte om de inträffar i en mindre stad. Dock är bokens underförstådda skäl till varför de grymheter som inträffat faktiskt får gå obemärkt förbi dock långt mer olycksbådande: Snåljåp kommer inte låta dem vara. I själva verket är hans makt över staden är så absolut att Snåljåps död i den andra CHÜD-ritualen orsakar en enorm storm som skadar centrala delen av Derry.
Även om Snåljåp till synes besegras i romanens slut finns det mindre ledtrådar i Kings senare arbeten om att Snåljåp fortfarande lever. Dessutom pekar viss information på att Snåljåp var en kvinnlig varelse nära slutet av romanen och hade lagt ägg strax innan dess nederlag. Huruvida alla ägg har förstörts är aldrig helt bevisat.